# Amuda
Amuda (arab. عامودا, kurd. Amûdê, syr. ܥܐܡܘܕܐ) – miasto w Syrii, w muhafazie Al-Hasaka, w dystrykcie Al-Kamiszli. De facto miasto znajduje się w kantonie Qamişlo, w Regionie Cizîrê będącym częścią Autonomicznej Administracji Północnej i Wschodniej Syrii.
W 2004 miejscowość liczyła 26 821 mieszkańców.